# Jill Sudduth
Jill Sabrina Sudduth (ur. 9 września 1971 w Baltimore) – amerykańska pływaczka synchroniczna, mistrzyni olimpijska.
Startowała na pływackich mistrzostwach świata rozgrywanych w 1994 roku i zdobyła złoty medal zarówno w konkurencji duetów, jak i drużyn. W 1995 zaś została złotą medalistką igrzysk panamerykańskich w tych samych konkurencjach. W 1996 uczestniczyła w igrzyskach olimpijskich w Atlancie, gdzie udało się zdobyć razem z innymi koleżankami z kadry złoty medal (Amerykanki uzyskały ostatecznie rezultat 99,720 pkt).